# Sturnira adrianae
Sturnira adrianae — вид рукокрилих (Chiroptera) ссавців з родини листконосових (Phyllostomidae). 

## Поширення
Країни проживання: Колумбія, Венесуела. Це гірський вид.

## Опис
Розмір черепа та крил середньо-великий для роду, найбільший для клади S. oporaphilum. Самці більші за самиць за розмірами черепа та крил. Загальне забарвлення блідо-сірувато-коричневе, за винятком коричнево-коричневого або вохристо-коричневого кольору. Шерсть вовниста, 5–8 мм завдовжки між лопатками, 4–5 мм завдовжки на грудях. Міжстегнова перетинка рідко вкрита волосками довжиною 4–6 мм. Перетинки крил від сірувато- до чорно-коричневого кольору.

## Етимологія
Епітет adrianae присвячений пам'яті колумбійсько-венесуельській біологині з кажанів Адріани Руїс, 1971–2012. Адріана була харизматичною, творчою та відданою колегою. Вона опублікувала 14 статей і розділів книг. Через її передчасний від’їзд більшість її найцінніших досліджень залишилися неопублікованими. Адріана особливо сильно цікавилася видами Sturnira.